# Big Van Vader
Leon White (Lynwood, California; 14 de mayo de 1955-Colorado, 18 de junio de 2018) fue un luchador profesional estadounidense, mejor conocido por su nombre artístico Big Van Vader o Vader.
White fue conocido por su amplia carrera en varias empresas de Japón, entre las que destacan New Japan Pro Wrestling y All Japan Pro Wrestling, así como en las promociones de Estados Unidos World Championship Wrestling y World Wrestling Federation. Un luchador superpesado capaz de significativos movimientos aéreos, Vader ha sido tanto heel como face a lo largo de su carrera y ha sido muy famoso por su agresividad y peligroso estilo de lucha. 
White es nueve veces Campeón Mundial, habiendo ganado una vez Campeón Mundial Peso Pesado de la UWA, dos veces Campeón Peso Pesado de la Triple Corona de AJPW, tres veces el Campeón Mundial Peso Pesado de la WCW y tres veces el Campeonato Mundial Peso Completo IWGP. También ganó una vez el Campeonato de los Estados Unidos de la WCW.
 En 2022 de manera póstuma fue exaltado al Salón de la Fama de la WWE.

## Carrera
Mientras trabajaba en un gimnasio, White fue descubierto por un antiguo amigo de sus días en la universidad, quien le sugirió que probase suerte en la lucha libre profesional. Debido a ello, White comenzó a ser entrenado por Brad Rheingans.

### American Wrestling Association (1985-1987)
Su primera andadura como luchador fue en American Wrestling Association, donde debutó bajo su verdadero nombre. White perfeccionó sus habilidades durante este tiempo, y su capacidad en el ring mejoró considerablemente, teniendo incluso una lucha con Stan Hansen por el Campeonato Mundial Peso Pesado de la AWA.

### Catch Wrestling Association
Al poco tiempo, White fue traído a Catch Wrestling Association merced a un acuerdo entre AWA y CWA, comenzando a usar el nombre de Bull Power. Leon compitió extensamente para la CWA, llegando a ganar el Campeonato Mundial Peso Pesado de la CWA contra Nick Bockwinkel. Bull Power lo retendría durante un tiempo, antes de perderlo ante Otto Wanz.

### New Japan Pro Wrestling (1987-1992)
En 1987, White fue contratado por All Japan Pro Wrestling, pero después de algunas consideraciones, su director Shohei Baba vendió su contrato a New Japan Pro Wrestling, donde fue presentado con el nombre de Big Van Vader. Bajo su nueva identidad, White llevaba durante su andadura hasta el ring un voluminoso casco de metal diseñado por Go Nagai que lanzaba chorros de humo y hacía su apariencia siniestra y amenazante, quitándoselo antes de comenzar para participar en sus combates a cara descubierta. En su primera aparición, Vader fue introducido por Takeshi Kitano como el miembro principal de su stable heel, el Takeshi Puroresu Gundan, que en ese momento se hallaba en un feudo con Antonio Inoki. La noche del 27 de diciembre de 1987 en el Sumo Hall, después de que Inoki hubiera tenido un largo enfrentamiento con Riki Choshu, Kitano anunció un nuevo combate para él y presentó a Vader, quien entró en el ring y en menos dos minutos destruyó al agotado Inoki. Inmediatamente después de esta conclusión, la audiencia que llenaba el estadio montó en cólera y un motín se alzó en las gradas del Sumo Hall, donde el público comenzó a destruir el lugar, arrojando al cuadrilátero las sillas y la valla de protección y desmantelando media arena. El escándalo fue tan sonado que el personal del Sumo Hall prohibió su uso en adelante por parte de la NJPW, que además tuvo que cambiar de hora su emisión en TV y sufrió importantes pérdidas económicas.
Tras tan accidentado debut, Vader consolidó su rol como un monster heel imparable, que usaba su corpulencia y su fuerza junto con su no menos envidiable agilidad para acabar con sus oponentes. Vader, quien además empezó a usar una máscara negra para luchar, fue ascendido junto con las principales estrellas de la NJPW, enfrentándose a luchadores como Tatsumi Fujinami, Riki Choshu, así como Shinya Hashimoto, Masahiro Chono y Keiji Muto, que volvían de Estados Unidos el mismo año.

### World Championship Wrestling (1990-1995)
Vader fue firmado originalmente por la World Championship Wrestling (WCW) en 1990, pero solo se le utilizaba con moderación. Cuando comenzó a trabajar para WCW a tiempo completo, a Vader se le asignó un gerente, Harley Race, y recibió una lucha por el Campeonato de la WCW contra el campeón en ese momento, Sting, el 12 de abril de 1992, pero perdió por descalificación después de la perforación hacia fuera el árbitro. Sting sufrió la rotura de un par de costillas y la rotura del bazo en el combate después de un choque con Vader, aunque siguieron compitiendo con frecuencia mientras se recuperaba. Vader fue colocado en un feudo con Nikita Koloff poco después, mientras que Sting se recuperaba. Vader finalmente recibió una revancha con Sting el 12 de julio en The Great American Bash, que ganó para convertirse en el nuevo Campeón Mundial Peso Pesado de WCW. Su reinado fue breve, ya que su se volvió a lesionar la rodilla, lo que le obligó a abandonar el título en tres semanas más tarde a Ron Simmons, quien sustituyó a Sting, que fue atacado por Jake Roberts a principios de esa noche. Vader quedó fuera de acción después de la pelea de los Campeones en septiembre, se sometió a una cirugía de rodilla.
A su regreso en Halloween Havoc, Vader retiró a Nikita Koloff y le daño la espalda a un talento de futuro como Thurman Joe (en un accidente), paralizándolo por unas horas. En Starrcade, Vader perdió contra Sting en la final del torneo "Rey del Cable". Dos días más tarde, derrotó a Vader Simmons, aprovechando una lesión en el hombro de Simmons para recuperar el Campeonato Mundial Peso Pesado. El 11 de marzo de 1993, Vader perdió el Campeonato Peso Pesado de la WCW frente a Sting en Londres, Inglaterra. Seis días más tarde, recuperó el título en una revancha en Dublín, Irlanda. En las semanas siguientes, Vader defendió exitosamente el título contra Davey Boy Smith, Sting, y Dusty Rhodes.
A finales de febrero de 1993, White firmó un acuerdo de ocho fecha con la Unión de Lucha de la Fuerza Internacional (UWFi), donde compitió como Super Vader debido a cuestiones jurídicas relativas a la Big Van Vader nombre. En septiembre de 1993, fue conocido simplemente como Vader en los Estados Unidos. Trabajó con UWFi durante más de dos años. Su mayor triunfo en virtud de que fue una victoria en el Mejor del Torneo Mundial, que comenzó 3 de abril y terminó 18 de agosto de 1994. Vader primero derrotó a Salman Hashimikov y luego Masahito Kakihara en los cuartos de final. En las semifinales, derrotó a Vader Kiyoshi Tamura, y golpearon a Nobuhiko Takada en la final para ganar el torneo y el título UWFi Mundial. Más tarde salió de la promoción después de una disputa financiera.
El 17 de abril de 1993, derrotó a Mick Foley a través de cuenta fuera del ring en una lucha en WCW Saturday Night. Foley sufrió una fractura en la nariz y necesitó 27 puntos de sutura para las heridas en su rostro. El partido fue muy editado para su difusión, como WCW no ha querido mostrar la hemorragia grave. En la revancha el 24 de abril, Vader Powerbomb "Cactus en el piso de concreto fuera del ring. Foley sufrido una conmoción cerebral y pérdida temporal de sensibilidad en la mano izquierda y la pierna. Vader creía que había enviado a la jubilación a Cactus, pero más tarde apareció en una serie de sketches en torno a su amnesia powerbomb-infligida y la búsqueda de su pasado. Mientras tanto, Vader comenzó un feudo con un recién llegado a la WCW, Davey Boy Smith. Se conocieron en Slamboree mayo para el título WCW Vader. Vader perdió por descalificación cuando golpeó con una silla de Smith, aunque conservó el título. Vader y Sid Vicious después formó una sociedad y se llamaron "Los Maestros de la Powerbomb". Se enfrentó a Smith y su nueva pareja, Sting, en el Beach Blast en julio. Cactus Jack regresó para Halloween octubre de Havoc, pay-per-view para enfrentar a Vader en una Texas Death match. Cactus se enfrentó a una serie de devastadores cerca del final del partido, aunque Vader ganó cuando Harley Race sorprendió Cactus con una picana eléctrica que lo dejó fuera de combate de diez. El 16 de marzo de 1994, Foley perdió su oreja derecha en un partido con Vader en Múnich, Alemania, la cabeza de Foley quedó atrapado en las cuerdas, que estaban bajo una tensión excesiva, causando la oreja para ser arrancado.
Vader había sido originalmente programado para enfrentarse a Sid Vicious en Starrcade. El despido de la vida real de Vicious después de su apuñalamiento de Arn Anderson en Inglaterra, sin embargo, obligó a la WCW para encontrar una rápida sustitución. El productor ejecutivo Eric Bischoff colocado Ric Flair en el partido, que estaba programado en la ciudad natal de Flair de Charlotte, Carolina del Norte. En la historia, Vader no tomó en serio hasta que Flair estuvo de acuerdo en poner su carrera en la línea contra el título de Vader. Vader dominó el partido, pero Flair aprovechó la interferencia no por raza y las rodillas debilitadas Vader para ganar el partido con un paquete de continuación y el final tercera de Vader Campeonato Mundial Peso Pesado de la WCW reinado. Vader continuó su feudo con Flair hasta SuperBrawl IV, cuando Flair derrotó a Vader una vez más, esta vez en un Thundercage "partido.
Vader entonces tuvo un feudo con The Boss, derrotándolo en Spring Stampede. También se enfrentan a Sting por el título vacante Slamboree WCW International World Heavyweight Championship. Sting pidió al partido en lugar de ser premiado con el título después de una lesión a su oponente original, Rick Rude, y derrotó a Vader. En pelea de los XXIX Campeones, Vader fantástico Dustin Rhodes y obtuvo la oportunidad de enfrentar a los Estados Unidos Campeón de Jim Duggan. En el combate por el título Starrcade, derrotó a Vader Duggan con la ayuda de 2x4 Duggan para ganar su único título de los Estados Unidos.
En enero de 1995, Vader (ahora solo después de Harley Race sufrió un accidente automovilístico que lo puso definitivamente de la WCW) se enfrentó al Campeón Mundial Peso Pesado, Hulk Hogan, y le informó que no pudo evitar que el monstruo. Los dos se reunieron en SuperBrawl V con Vader a la gestión de retroceso de leg drop de Hogan después de un conteo de uno. El árbitro fue noqueado antes de pegarle a la bomba Vader Vader en Hogan. Ric Flair corrió hacia el aro, hizo la cuenta de tres, y atacó a Hogan, dando como resultado la descalificación de Vader. La revancha se firmó, un partido de la correa para la toma de posesión sin censura de pago por visión. Flair intervino nuevamente (esta vez en el arrastre) y logró costo Vader el partido por meterse realizado por Hogan al tocar las cuatro almohadillas tensor. Vader fue despojado del Campeonato de Estados Unidos el 23 de abril de 1995 por múltiples delitos violentos. Sin embargo, Vader ganó otra oportunidad de ganar el título mundial de Hogan en Bash at the Beach en un Steel Cage Match. Conspiró con Kevin Sullivan y el Dungeon of Doom para obtener una ventaja psicológica antes del encuentro, que Vader pierde cuando Hogan escapó de la jaula. A continuación, reinició su feudo con Flair, sobre la base de su frustración por la constante interferencia de Flair en su título de los partidos y la molestia de Flair en su incapacidad para derrotar a Hogan. En choque de la XXXI de Campeones, derrotó a Flair y Vader Arn Anderson en un handicap match 2 en 1. Tras el evento, Hogan se interesó por Vader y le preguntó por su ayuda en el desarrollo de su feudo con el Dungeon of Doom, pidiéndole a unirse a él, Randy Savage, y Sting para Juegos de guerra. Vader cumplido, pero la historia nunca se desarrolló como, poco después, Vader fue despedido de la WCW después de que él estaba involucrado en una pelea de vestuarios con Paul Orndorff.

### New Japan Pro Wrestling (1996)
En Lucha Libre Mundial el 4 de enero, Vader tuvo su primer partido después de la WCW, frente al hombre que ganó cuatro años racha Vader había terminado hace más de ocho años, Antonio Inoki. Inoki tenía más de cincuenta años de edad al momento, pero el partido duró casi 14 minutos antes de Inoki se llevó el triunfo.

### World Wrestling Federation (1996-1998)

#### 1996

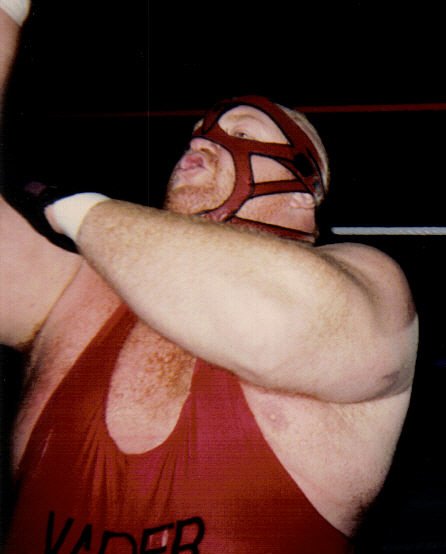
Vader en 1996.

A inicios de 1996, White fue contratado por la World Wrestling Federation. Semanas antes de Royal Rumble, comenzaron a emitirse vídeos que anunciaban el debut de Vader. La noche del evento, White hizo su debut en la Battle Royal, entrando el número 13 y eliminando a Jake Roberts, Doug Gilbert, Squat Team #1 y Savio Vega, hasta que fue eliminado por Shawn Michaels; sin embargo, Vader entró de nuevo en el ring después de ser eliminado y atacó a todos los presentes. La semana siguiente, en Monday Night Raw, Vader tuvo su primer combate individual, derrotando fácilmente a Savio Vega. Durante las semana siguientes, Vader irrumpiría en numerosos combates para atacar a sus contendientes, así como a los árbitros y a todo aquel que estuviese cerca; esto condujo a que el presidente de la WWF Gorilla Monsoon ordenase a Vader cesar sus ataques, pero recibió un "Vader Bomb" por respuesta, y esto causó que Vader fuese (kayfabe) suspendido. En realidad, White se tomó un tiempo para recuperarse de una cirugía de hombro.
Tiempo después, Jim Cornette hizo campaña para pedir el retorno de Vader después de que Yokozuna, el cual había estado bajo su dirección, dejase sus servicios. En febrero, durante In Your House 6: Rage in the Cage, Vader irrumpió en el combate entre Yokozuna y British Bulldog, esposando a Yokozuna el poste del ring y apaleándole duramente. A causa de ello, se celebró un combate por equipos en WrestleMania XII entre Vader, The British Bulldog & Owen Hart contra Yokozuna, Jake Roberts & Ahmed Johnson, con el equipo de Vader ganando la lucha. Las siguientes semanas, Vader conseguiría varias victorias en combates individuales, lesionando a Yokozuna y derrotando en In Your House 7: Good Friends, Better Enemies a Razor Ramon. En In Your House 8: Beware of Dog Vader fue derrotado por Yokozuna, pero en la segunda edición del evento se vengaría venciendo a Yokozuna en un segundo combate, poniendo fin al feudo.
White apareció en King of the Ring, pero fue descalificado durante un combate contra Jake Roberts. Tras ello, Vader atacó al Campeón de la WWF Shawn Michaels, entrando en un feudo con él. En el siguiente evento, In Your House 9: International Incident, Vader combatió al lado de Owen Hart & British Bulldog contra Ahmed Johnson, Shawn Michaels & Sycho Sid, ganando eventualmente la lucha. Finalmente, Vader se enfrentó a Michaels en un combate individual por el Campeonato de la WWF en SummerSlam, pero fue derrotado por Shawn después de que el combate fuese tres veces reiniciado. En In Your House 11: Buried Alive, se celebró un combate por una oportunidad por el Campeonato de la WWF entre Vader y Sycho Sid, resultando Sid ganador. En Survivor Series, Vader formó parte del equipo de Faarooq, Razor Ramon II y Diesel II para luchar contra el de Flash Funk, Jimmy Snuka, Savio Vega & Yokozuna, pero el combate acabó sin resultado después de que se iniciase una reyerta entre los integrantes de ambos equipos.

#### 1997

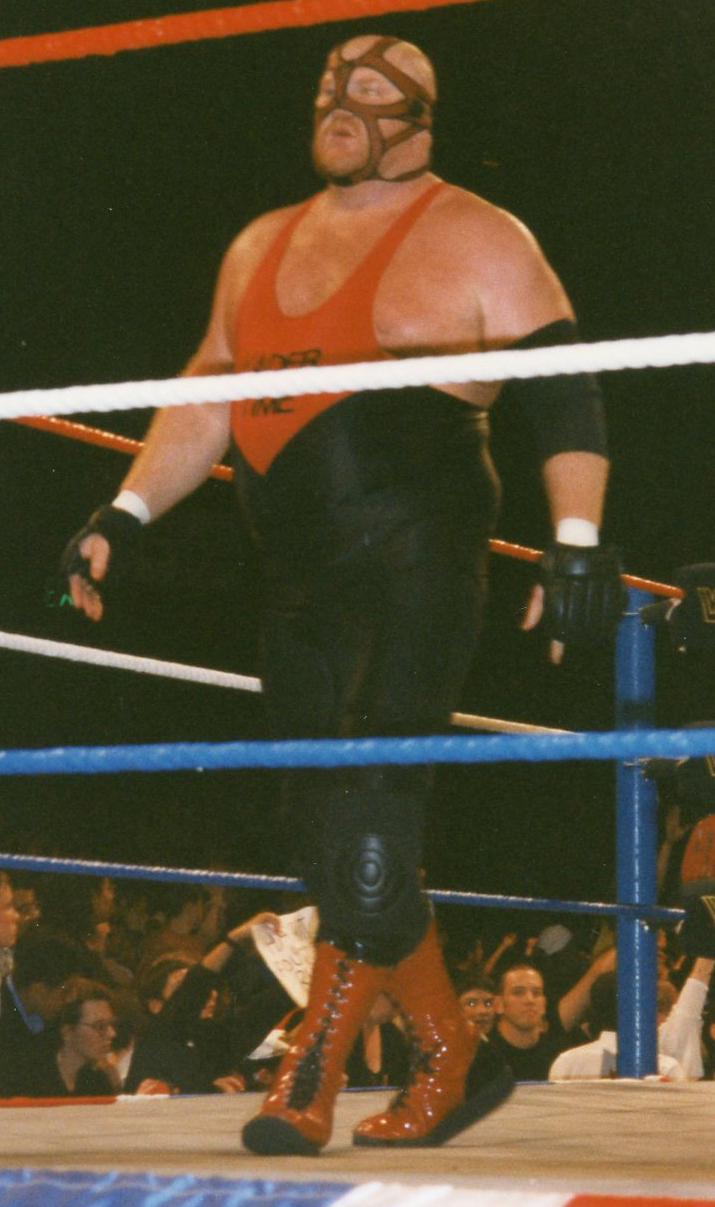
Vader en el evento de la WWF One Night Only.

En 1997 Vader apareció en Royal Rumble, derrotando a The Undertaker después de una intervención de su antiguo mánager, Paul Bearer, el cual pasó a ser el mánager de Vader. En la Battle Royal de la misma noche, Vader y Undertaker fueron eliminados por Steve Austin cuando este entró inadvertidamente en el ring después de ser eliminado por Bret Hart. Como resultado de esto, Vader, Undertaker, Austin y Hart se enfrentaron en In Your House 13: The Final Four en un Four-Way Match por el Campeonato de la WWF, con Vader siendo eliminado por Undertaker después de sangrar profusamente. Más tarde, Paul Bearer convenció a Vader y Mankind de formar un tag team para ganar los Campeonatos por Parejas, a pesar de los continuos enfrentamientos entre ellos dos. Mankind & Vader se enfrentaron a WrestleMania 13 contra los Campeones por Parejas Owen Hart & British Bulldog, pero el combate acabó en una doble descalificación.
En n Your House 15: A Cold Day In Hell, Vader fue derrotado por Ken Shamrock. Poco después, en In Your House 16: Canadian Stampede, se enfrentaría de nuevo a The Undertaker, pero fue derrotado. La semana siguiente, en Raw, Vader fue atacado en uno de sus combates por el canadiense Bret Hart, el cual llevó una bandera de Canadá para burlarse de los estadounidenses. Esto convirtió a Vader en face, derrotando a Owen Hart en One Night Only y uniéndose a The Patriot para enfrentarse al equipo heel de Bret Hart & The British Bulldog en Bad Blood, pero siendo derrotados. En el siguiente evento, Survivor Series, Vader formó el Team USA junto con Goldust, Marc Mero y Steve Blackman para combatir al Team Canada (British Bulldog, Jim Neidhart, Doug Furnas & Phil LaFon), pero el equipo de Vader perdió después de que Goldust se enfrentase con Vader y dejase el ring, lo que ocasionó un feudo entre ellos.

#### 1998
Vader derrotó a Goldust en Royal Rumble como combate final del feudo entre ellos; la misma noche, Vader participó en la Battle Royal, eliminando a The Honky Tonk Man antes de serlo él mismo por Goldust. Poco después, Vader entró en un feudo con el también enmascarado Kane, siendo el combate entre ambos en No Way Out, en el que Vader fue derrotado. Tras ello, Vader intervino en un combate entre Kane y Undertaker en Unforgiven, lo que le costó la lucha a Kane y reavivó el feudo. Een el siguiente evento, Over the Edge, Vader se volvería a enfrentar a Kane, esta vez en un Mask vs Mask Match; sin embargo, Vader perdió la lucha, siendo desenmascarado. Poco más tarde, Vader entró en otro feudo con Mark Henry después de atacarle en un combate contra Ken Shamrock. Después de varios ataques entre ellos, Henry derrotó a Vader en Fully Loaded. Su última aparición en un evento fue en Breakdown, donde perdió un combate contra Justin Bradshaw. Más tarde, comenzó a tener apariciones en Heat, siendo brutalmente atacado por Mark Henry en un combate entre ellos y perdiendo una lucha ante  Edge, siendo este su último combate televisado. Tras ello, White consideró la opción de retirarse de la lucha libre, pero terminó negociando su salida de la WWF con los directivos para volver a Japón. Su último combate en la WWF fue el 25 de octubre en un house show de Madison Square Garden en una Triple Threat contra Mick Foley y Ken Shamrock.

### All Japan Pro Wrestling (1998-2000)
Después de dejar la WWF, Vader fue a All Japan Pro Wrestling. Formó un equipo con su antiguo enemigo Stan Hansen, con quien llegó a la final del 1998 Real World Tag League, en donde fueron derrotados por Kenta Kobashi y Jun Akiyama. A principios de 1999, se convirtió en el número 1 por el Campeonato Triple Corona al derrotar a Kobashi. Luego ganó el Triple Corona título, en 6 de marzo de 1999 al derrotar a Akira Taue. Luego ganó en 1999 el campeón del Carnaval. Después de Vader perdió el Campeonato Triple Corona contra Misawa el 2 de mayo, lo recuperó en 31 de octubre. A continuación, una vez más perdió a Kobashi y tomó unos días libres.

### Pro Wrestling NOAH (2000-2002)
Cuando regresó a la acción, se incorporó a la nueva promoción japonesa Pro Wrestling NOAH, donde ganó el GHC Tag Team Championship con 2 Cold Scorpio.

### Total Nonstop Action Wrestling (2003-2005)
El 19 de febrero de 2003, Vader apareció en Total Nonstop Action Wrestling (TNA) para defender Dusty Rhodes, que estaba luchando con los hermanos Harris. Ganó un equipo de la etiqueta coincide con la semana que viene contra los hermanos Harris por descalificación. Entonces comenzó un feudo con Nikita Koloff, cuya carrera terminó Vader hace mucho tiempo. Sin embargo, TNA y Vader pronto se separaron.

### World Wrestling Entertainment 2005-2006
Vader regresó a la WWE en el 31 de octubre en Raw, donde Jonathan Coachman anunció que Vader y Goldust estaría en su esquina por su lucha callejera contra Stone Cold Steve Austin la madrugada siguiente en Taboo Tuesday. Cuando Austin decidió no participar, fue sustituido por Batista. Vader y Goldust interferido en el partido a favor de Coachman y recibió spinebusters por sus esfuerzos. Batista cubrió a Coachman con el Batista Bomb para ganar el combate. Vader dejó la empresa poco después y volvió a competir en Japón.

### Circuito Independiente 2007
Vader regresó a Japón, en un show de lucha libre Wrestleland. También trabajó en el circuito independiente como Big Van Vader, incluida una lucha en parejas contra Samoa Joe y Maff Dan en Jersey Todos Pro Wrestling con Mike Awesome como su compañero en parejas. El 12 de mayo de 2007, Vader se enfrentan Bruto "El Barbero" Beefcake en el Spartan Slamfest, un espectáculo de lucha del mundo la caridad de la Coalición para Wyoming Valle Oeste del Distrito Escolar. El partido se celebró en la Armería de Kingston en Kingston, Pensilvania.

### Regreso a la lucha libre (2010)

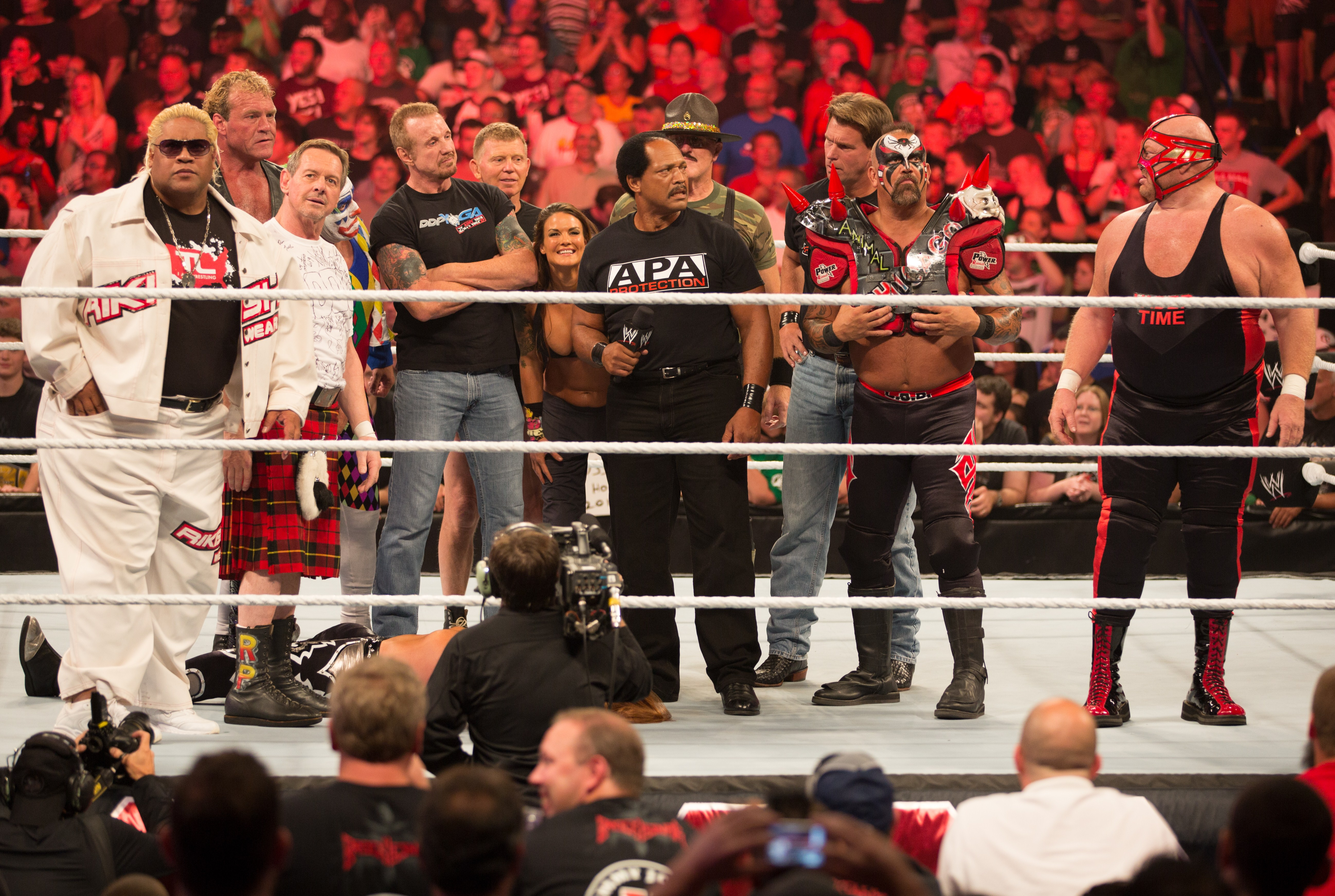
Vader y lita

Después de luchar su último partido en 2006, White comenzó a trabajar como entrenador de fútbol del instituto. El 29 de abril de 2010, White hizo una vuelta de una noche a la lucha libre bajo su nombre en el ring en el evento Vader Vader Tiempo 5 ~ El regreso de El Emperador ~. En el evento, se asoció con su hijo Jesse, y su ex compañero de equipo Escorpio con éxito para derrotar a Makoto Hashi, Honda Tamon y Fujinami Tatsumi en el evento principal

### WWE (2012-2018)
Regreso a la WWE el 11 de junio durante Raw SuperShow, venciendo a Heath Slater. Volvió a aparecer en el RAW 1000th Episode, junto a las demás leyendas a las que se enfrentó Slater en su combate contra Lita.
En el Hall of Fame de 2016 este indujo a Stan Hansen.

## Muerte
Parcialmente debido a años de abuso de alcohol y viajes, White y su esposa se divorciaron en 2007, lo que lo inspiró a dejar de beber y reducir su viaje.
White tuvo una cirugía doble de reemplazo de rodilla, lo que resultó en una infección de la herida, y estuvo postrado en cama durante seis meses. Poco después de recuperarse, se desmayó durante un viaje en avión a Japón para una sesión de autógrafos. Estuvo en coma durante 33 días, durante los cuales perdió 112 libras.
El 8 de noviembre de 2016, White tuiteó su participación en un accidente automovilístico que lo dejó inconsciente durante 35 minutos. Seis días después, tuiteó que le diagnosticaron insuficiencia cardíaca-congestiva debido a sus carreras de fútbol y lucha libre. Visitó a dos médicos del corazón que le dijeron que tenía dos años de vida. Más tarde recibió otra opinión que era más optimista. En una entrevista en marzo de 2017 en el podcast Two Man Power Trip of Wrestling, White explicó que lamentaba haber tuiteado sobre su diagnóstico. Afirmó que continuaría luchando y también dijo que si se probaba que las pruebas eran ciertas, le gustaría morir en el ring.
White ingresó por una cirugía de corazón el 12 de marzo de 2018 seguido de otro en mayo para tratar una arritmia.
El 18 de junio, aproximadamente a las 7:25 p.m., luego de una hospitalización de un mes de neumonía, White falleció. Él tenía 63 años.

## Campeonatos y logros
- All Japan Pro Wrestling
  - AJPW Triple Crown Heavyweight Championship (2 veces)
  - AJPW Unified World Tag Team Championship (1 vez) - con Steve Williams
  - Champion's Carnival (1999)

- Catch Wrestling Association
  - CWA Intercontinental Heavyweight Championship (1 vez)
  - CWA World Heavyweight Championship (3 veces)

- Impact Zone Wrestling
  - IZW Heavyweight Championship (1 vez)

- New Japan Pro Wrestling
  - IWGP Heavyweight Championship (3 veces)
  - IWGP Tag Team Championship (1 vez) - con Crusher Bam Bam Bigelow
  - Super Grade Tag League (1991) – con Tatsumi Fujinami

- Pro Wrestling NOAH
  - GHC Tag Team Championship (1 vez) - con Scorpio

- Universal Wrestling Association
  - UWA World Heavyweight Championship (1 vez)

- Union of Wrestling Forces International
  - RPW World Heavyweight Championship (1 vez)

- World Championship Wrestling
  - WCW United States Heavyweight Championship (1 vez)
  - WCW World Heavyweight Championship (3 veces)
- World Wrestling Federation
  - Slammy Award for Crime of the Century (1996)[15] – Assault on WWF President Gorilla Monsoon
  - WWE Hall of Fame (2022)
- Pro Wrestling Illustrated
  - Luchador del año (1993)[16]
  - Situado en el N°33 en los PWI 500 de 1991[17]
  - Situado en el N°15 en los PWI 500 de 1992[18]
  - Situado en el N°2 en los PWI 500 de 1993[19]
  - Situado en el N°4 en los PWI 500 de 1994[20]
  - Situado en el N°7 en los PWI 500 de 1995[21]
  - Situado en el N°14 en los PWI 500 de 1996[22]
  - Situado en el N°46 en los PWI 500 de 1997[23]
  - Situado en el N°65 en los PWI 500 de 1998[24]
  - Situado en el N°18 en los PWI 500 de 1999[25]
  - Situado en el N°11 en los PWI 500 de 2000[26]
  - Situado en el N°48 en los PWI 500 de 2001[27]
  - Situado en el N°54 en los PWI 500 de 2002[28]

- Wrestling Observer Newsletter
  - WON Mejor heel (1993)
  - WON Mejor movimiento de lucha (1993) Vadersault
  - WON Luchador que más ha mejorado (1999)
  - WON Luchador del año (1993)
  - WON Hall of Fame (clase de 1996)

- Tokyo Sports Grand Prix
  - Mejor equipo (1998) - con Stan Hansen